# Flint (Míchigan)
Flint es una ciudad estadounidense ubicada en el condado de Genesee del estado de Míchigan. Situada a orillas del río Flint y a 106 kilómetros al noroeste de la ciudad de Detroit, es la ciudad más grande de la región de Central Michigan. Según el censo de 2010, Flint tenía una población de 102 434 habitantes, que pasó a 99 002 según estimaciones de 2014 y a 81 252 en 2020, lo que la convierte en la duodécima ciudad más grande de Míchigan. El área metropolitana de la ciudad se encuentra totalmente dentro del condado de Genesee y agrupaba en 2010 a una población de 425 790 personas, la cuarta mayor metrópolis de Míchigan.
Fundada por el comerciante de pieles Jacob Smith en 1819, Flint se convirtió en un importante centro de explotaciones madereras por donde transcurría la histórica Saginaw Trail durante el siglo XIX. En 1855 Flint consiguió el rango de ciudad. Posteriormente se convirtió en un importante centro de la industria automovilística, ganándose el apodo de Vehicle City o «Ciudad de los Vehículos».
En 1908, William Crapo Durant fundó General Motors en Flint y más tarde entre 1936 y 1937 se desarrollarían las huelgas de brazos caídos que jugaron un importante papel en la formación del sindicato United Automobile Workers. Tras la Segunda Guerra Mundial, en Flint se instalaron importantes fábricas de grandes marcas, también fundadas en Flint, como Buick o Chevrolet, pertenecientes a GM, permitiendo a la ciudad y su población (que llegó a rozar los 200 000 habitantes en la década de 1960) prosperar de manera notable. Sin embargo, desde finales de la década de 1980 se produjo una reconversión industrial que se saldó con el cierre y la demolición de las fábricas de la zona, sumiendo a la ciudad en una depresión económica que se mantiene hoy en día, depresión plasmada en numerosos documentales de Michael Moore, nacido en la localidad.
Con la pérdida de actividad económica, a mediados de la década de 2000 Flint se hizo conocida por sus altos índices de delincuencia, con tasas de crímenes violentos siete veces mayor que la media nacional, por lo que está clasificada como una de las «ciudades más peligrosas de Estados Unidos». La ciudad estuvo bajo un estado de emergencia financiera entre 2011 y 2015, el segundo en una década, e incluso a finales de 2015 se declaró un estado de emergencia de salud pública por la detección de un brote de legionella a raíz de la contaminación del agua por plomo.

## Historia
La región estuvo habitada por varias tribus ojibwa a principios del siglo XIX, con una comunidad particularmente significativa cerca de la actual Montrose. El río Flint tenía varios vados que se convirtieron en puntos de discordia entre tribus rivales, como lo atestigua la presencia de puntas de flecha y túmulos. Parte de la ciudad se extiende en la actualidad sobre los antiguos cementerios de ojibwa.

### SigloXIX
En 1819, Jacob Smith, un comerciante de pieles fundó un puesto comercial en el Grand Traverse del río Flint. En varias ocasiones, Smith intercambió tierras con los ojibwa en nombre del gobierno de Estados Unidos. Smith repartió muchas de sus posesiones entre sus hijos. Como escala ideal entre Detroit y Saginaw, Flint se convirtió en un pueblo pequeño y próspero, que se incorporó en 1855. El censo de 1860 indicó que el condado de Genesee tenía una población de 22 498 habitantes del total de 750 000 de todo Míchigan.
En la segunda mitad del siglo XIX, Flint se convirtió en un centro de la industria maderera de Míchigan. Los ingresos de la madera financiaron el establecimiento de una industria de fabricación de carruajes local. A medida que los carruajes tirados por caballos dieron paso a los automóviles, Flint se convirtió en un actor importante en la naciente industria automotriz. Buick Motor Company, después de un comienzo rudimentario en Detroit, pronto se mudó a Flint. La bujía de CA se originó en Flint. Estos fueron seguidos por varias marcas de automóviles ahora desaparecidas, como Dort, Little, Flint y Mason. La primera planta de fabricación de Chevrolet (y durante muchos años la principal) también estaba en Flint, aunque la sede estaba en Detroit. Durante un breve período, todos los Chevrolet y Buick se construyeron en Flint.

### SigloXX
En 1904, el empresario local William C. Durant fue contratado para administrar Buick, que se convirtió en el mayor fabricante de automóviles en 1908. En 1908, Durant fundó General Motors (GM), presentando documentos de constitución en Nueva Jersey, con sede en Flint. GM trasladó su sede a Detroit a mediados de la década de 1920. Durant perdió el control de GM dos veces durante su vida. En la primera ocasión, se hizo amigo de Louis Chevrolet y fundó Chevrolet, que fue un gran éxito. Usó el capital de este éxito para recomprar el control de las acciones. Más tarde volvió a perder el control decisivo, de forma permanente. Durant experimentó la ruina financiera en el Crac del 29 y posteriormente dirigió una bolera en Flint hasta su muerte en 1947.

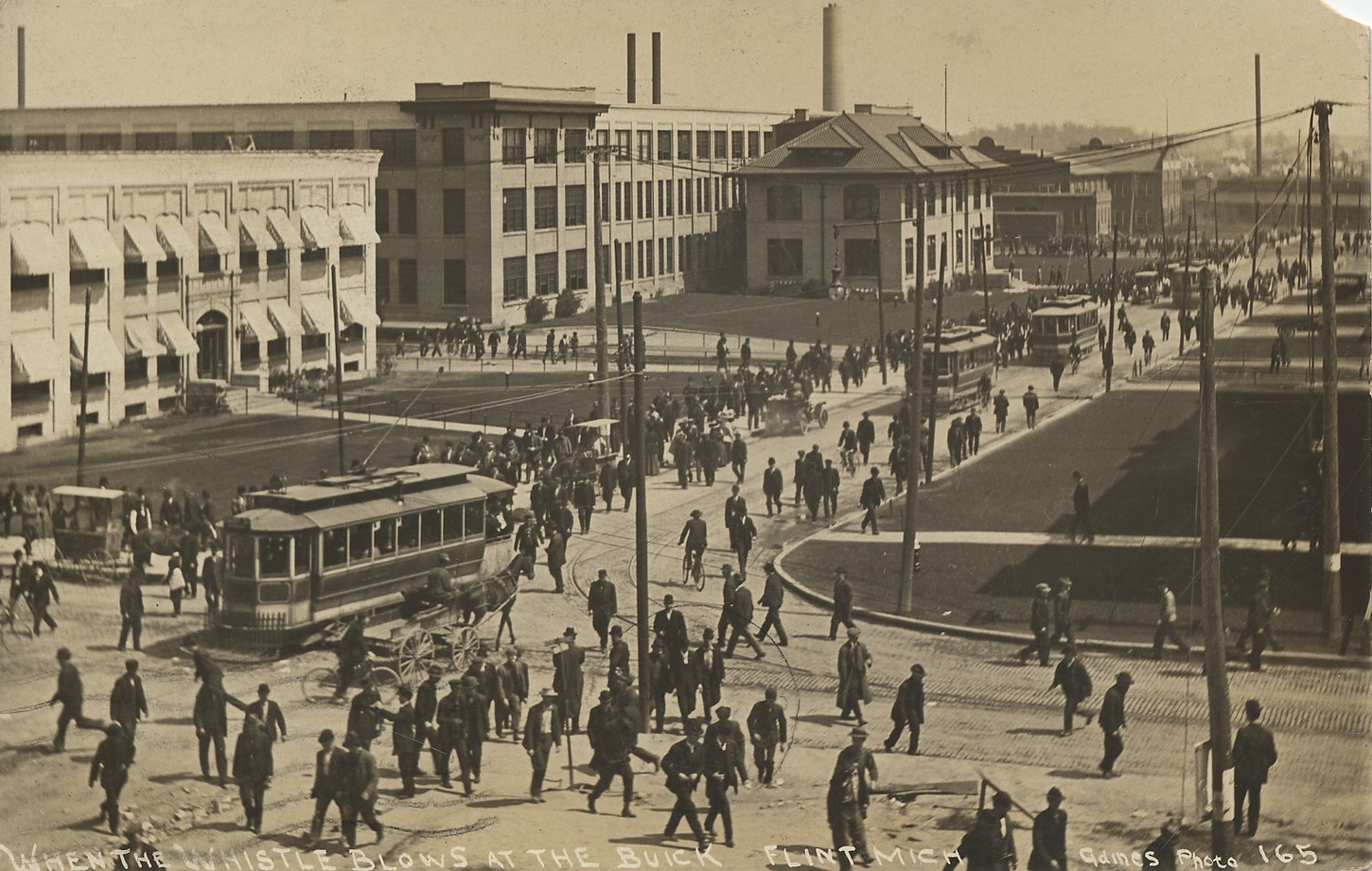
La fábrica de Buick en 1912

Dos alcaldes fueron destituidos, David Cuthbertson en 1924 y William H. McKeighan en 1927. Los partidarios de la destitución fueron encarcelados. Cuthbertson había enfurecido al Ku Klux Klan (KKK) con el nombramiento de un jefe de policía católico. El KKK lideró el esfuerzo de destitución y apoyó a Judson Transue, el sucesor electo de Cutbertson. Sin embargo, Transue no destituyó al jefe de policía. McKeighan sobrevivió a su destitución solo para enfrentar cargos de conspiración en 1928. McKeighan estaba bajo investigación por una multitud de delitos que enfurecieron a los líderes de la ciudad lo suficiente como para impulsar cambios en los estatutos.
En 1928, la ciudad adoptó una nueva carta con una forma de gobierno de concejo-administrador. Posteriormente, McKeighan dirigió la "pizarra verde" de candidatos que ganaron en 1931 y 1932 y fue elegido alcalde en 1931. En 1935, los votantes aprobaron una enmienda a los estatutos que establecía la Comisión de Servicio Civil.
Durante el último siglo, la historia de Flint ha estado dominada tanto por la industria automotriz como por la cultura del automóvil. Durante la huelga de brazos caídos de 1936-1937, la incipiente United Automobile Workers triunfó sobre General Motors, inaugurando la era de los sindicatos. La exitosa mediación de la huelga por parte del gobernador Frank Murphy, que culminó con un acuerdo de una página en el que se reconocía al Sindicato, inició una era de organización exitosa por parte del UAW.
Debido a sus fábricas la ciudad fue un importante centro de producción de tanques y otras máquinas de guerra durante la Segunda Guerra Mundial. Durante décadas, Flint siguió siendo políticamente significativo como un importante centro de población, así como por su importancia para la industria automotriz.
Un carguero que lleva el nombre de la ciudad, el SS City of Flint, fue el primer barco estadounidense capturado durante la Segunda Guerra Mundial, en octubre de 1939. El barco se hundió en 1943. El 8 de junio de 1953, el tornado Flint-Beecher, un tornado de intensidad F5, azotó la ciudad y mató a 116 personas.
La población de Flint alcanzó su pico en 1960 con casi 200 000 habitantes, cuando era la segunda ciudad más grande de Míchigan. Los años 1950 y 1960 se consideran el apogeo de la prosperidad y la influencia de Flint. Culminaron con el establecimiento de muchas instituciones locales, entre las que destaca el Centro Cultural Flint. Este hito sigue siendo uno de los principales atractivos comerciales y artísticos de la ciudad hasta el día de hoy. El aeropuerto de la ciudad era el más transitado de Míchigan para United Airlines, solo superado por el Aeropuerto Metropolitano de Detroit, con vuelos a muchos destinos en el Medio Oeste y el Atlántico Medio.
Desde finales de la década de 1960 hasta finales del siglo XX, Flint ha sufrido desinversión, desindustrialización, despoblación, decadencia urbana, así como altas tasas de delincuencia, desempleo y pobreza. Inicialmente, esto tomó la forma de fuga blanca que afectó a muchos pueblos y ciudades estadounidenses industrializados. 
Dado el papel de Flint en la industria automotriz, esta caída se vio agravada por la crisis del petróleo de 1973 con el aumento de los precios del petróleo y la posterior pérdida de participación de mercado de la industria automotriz estadounidense a causa de las importaciones, ya que los fabricantes japoneses estaban produciendo automóviles con una mejor economía de combustible.
En la década de 1980, la tasa de desindustrialización se aceleró nuevamente con el empleo local de transgénicos cayendo de un máximo de 1978 de 80 000 a menos de 8 000 en 2010. Solo el 10% de la fuerza laboral de fabricación de su altura permanece en Flint. Se ha culpado a muchos factores, incluida la subcontratación, la deslocalización, el aumento de la automatización y el traslado de trabajos a instalaciones no sindicadas en estados con derecho al trabajo y países extranjeros.
Esta situación es el tema de película Roger & Me de Michael Moore (el título se refiere a Roger B. Smith, el director ejecutivo de General Motors durante la década de 1980). También se aborda en el documental de Moore el fracaso de los funcionarios de la ciudad para revertir las tendencias con opciones de entretenimiento (por ejemplo, el ahora demolido AutoWorld) durante la década de 1980. Moore, un nativo de Davison (un suburbio de Flint), también filmó en Flint Bowling for Columbine y Fahrenheit 11/9.

### SigloXXI
Similar a un plan en Detroit, Flint está en proceso de derribar miles de casas abandonadas para crear bienes raíces disponibles. En junio de 2009, se habían demolido aproximadamente 1100 viviendas, y un funcionario estimaba que otras 3000 más tendrían que ser demolidas. A su vez, la ciudad ha tenido dos emergencias financieras, una de 2002 a 2004 y otra de 2011 a 2015.
Para 2002, Flint había acumulado una deuda de 30 millones de dólares. El 5 de marzo de 2002, los votantes de la ciudad llamaron al alcalde Woodrow Stanley. El 22 de mayo, el gobernador John Engler declaró una emergencia financiera en Flint, y el 8 de julio el estado nombró a un administrador financiero de emergencia, Ed Kurtz. El gerente financiero de emergencia desplazó al alcalde temporal, Darnell Earley, en el puesto de administrador de la ciudad. La emergencia financiera se extendió hasta junio de 2004.
El 30 de septiembre de 2011, el gobernador Rick Snyder nombró un equipo de ocho miembros para revisar el estado financiero de Flint con una solicitud para informar en 30 días (la mitad del tiempo legal para una revisión).
El 8 de noviembre, el panel de revisión del estado de Míchigan declaró que Flint se encontraba en un estado de "emergencia financiera del gobierno local" y recomendó que el estado nombrara nuevamente a un administrador. El gobernador Snyder nombró a Michael Brown para ese cargo.
El 3 de noviembre de 2015, los residentes de Flint eligieron a Karen Weaver como su primera alcaldesa.

#### Emergencia por envenenamiento del agua
En abril de 2014, Flint cambió su suministro de agua del lago Hurón (a través de Detroit) al río Flint. El cambio tuvo consecuencias graves porque no se aplicaron medidas anticorrosivas. Tras dos estudios independientes, se encontró envenenamiento por plomo por cuenta del agua en la población del área. Esto ha dado lugar a varias demandas, la renuncia de varios funcionarios, 15 acusaciones penales, y un estado de emergencia de salud pública federal para todo el condado de Genesee.

## Geografía

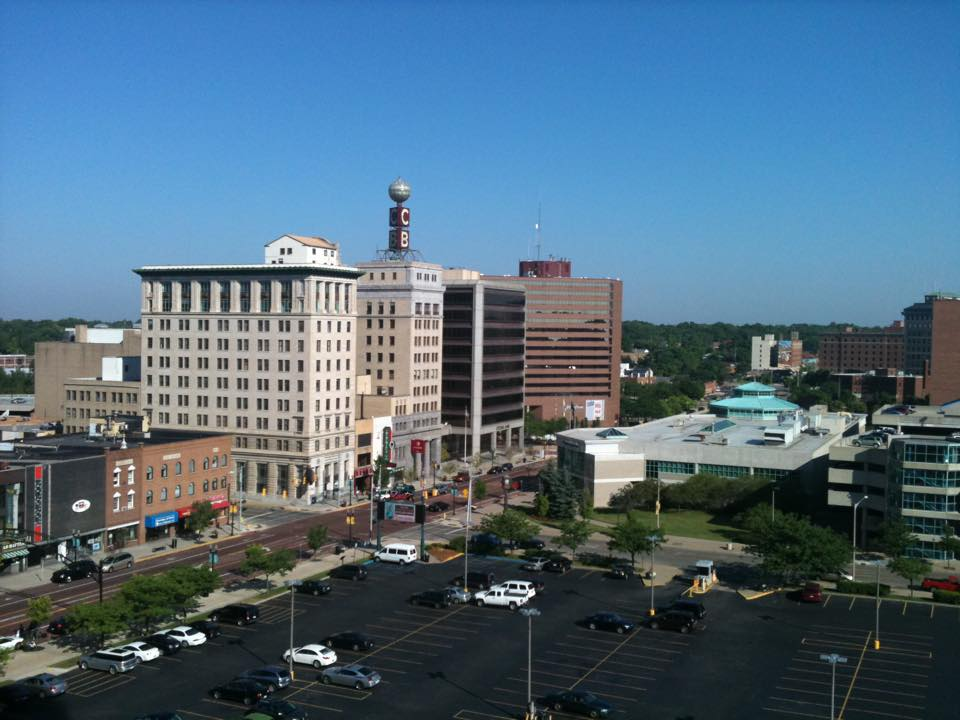
El centro de Flint.

Flint se encuentra en la región de Flint/Tri-Cities de Míchigan. Flint y el condado de Genesee se pueden clasificar como una subregión de Flint/Tri-Cities. Se encuentra a lo largo del río Flint, que fluye a través de los condados de Lapeer, Genesee y Saginaw y tiene 126 km de largo.
Según la Oficina del Censo de los Estados Unidos, la ciudad tiene una superficie total de 88,22 km², de los cuales 86,56 km² son tierra y 1,66 km², agua. Flint se encuentra justo al noreste de las colinas de Flint. El terreno es bajo y ondulado a lo largo de los lados sur y este, y más plano hacia el noroeste.

### Barrios
Justo al norte del centro de la ciudad se encuentra River Village, un ejemplo de gentrificación a través de la vivienda pública de ingresos mixtos. Al este de la I-475 está Central Park y Fairfield Village. Estos son los únicos dos vecindarios entre UM-Flint y Mott Community College y disfrutan de fuertes asociaciones de vecindarios. Central Park puso a prueba un proyecto para convertir el alumbrado público en con lámparas led y está definido por siete calles sin salida.

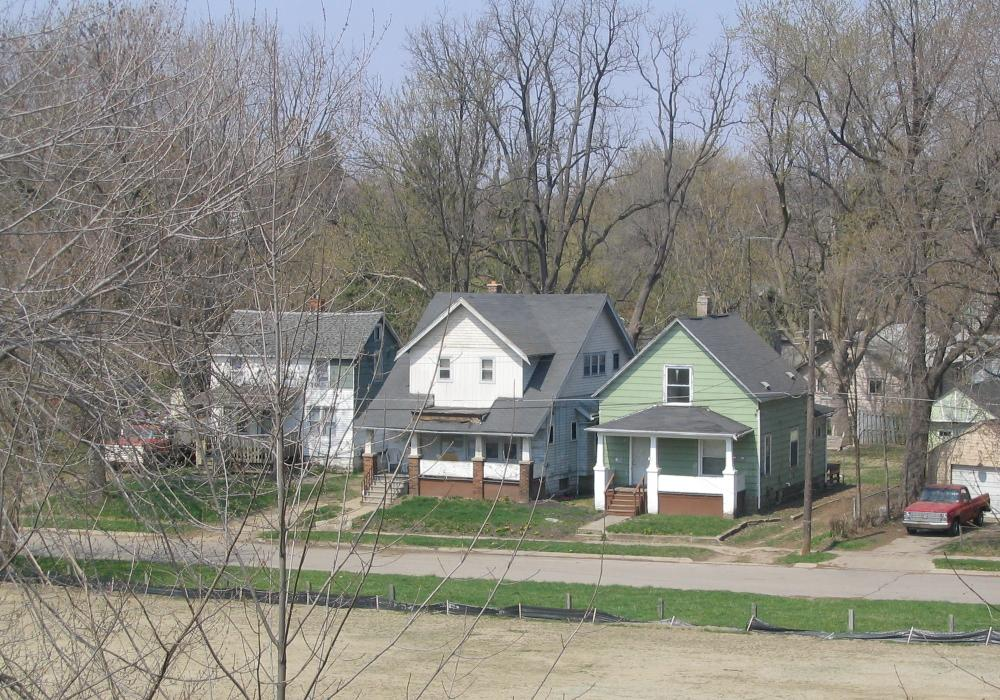
Hall's Flats, en el West Side, es uno de los muchos vecindarios de Flint.

North Side y 5th Ward son predominantemente afroamericanos, con distritos históricos como Buick City y Civic Park en el norte, y Sugar Hill, Floral Park y Kent y Elm Parks en el sur. Muchos de estos vecindarios fueron los centros originales de los primeros blues de Míchigan. El lado sur en particular también fue un centro para la migración multirracial de Misuri, Kentucky, Tennessee y el sur profundo desde la Segunda Guerra Mundial. Estos vecindarios suelen tener ingresos más bajos, pero han mantenido cierto nivel de estratificación económica. En el East Side quedan Applewood Mott Estate, Mott Community College, el Centro Cultural y East Village, una de las áreas más prósperas de Flint. El vecindario circundante se llama College/Cultural Neighborhood, con una fuerte asociación de vecindario, menor índice de criminalidad y precios de vivienda estables.
Justo al norte está Eastside Proper, también conocida como State Streets, donde reside gran parte de la comunidad hispana de Flint. En el West Side tuvo su epicentro la huelga de brazos cruzados de 1936-1937. Allí están también el vecindario de Mott Park, la Universidad de Kettering y el histórico Woodcroft Estates, propiedad en el pasado de ejecutivos automotrices legendarios. En la actualidad viven allí algunas de las familias más prominentes e históricas de Flint, como los Mott, los Manley y los Smith.
Las instalaciones asociadas con General Motors en el pasado y el presente están dispersas por toda la ciudad, incluidos GM Truck and Bus, Flint Metal Center y Powertrain South (agrupados en la esquina suroeste de la ciudad); Powertrain North, Flint Tool and Die y Delphi East. Se demolieron la planta más grande, Buick City, y las instalaciones adyacentes.

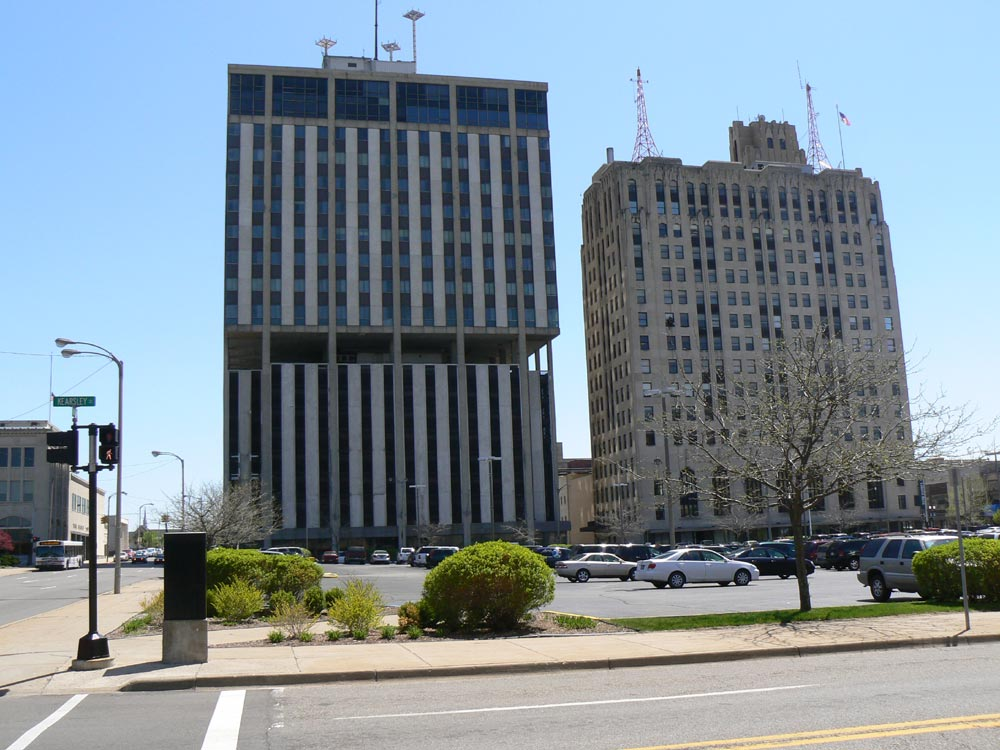
Las Genesee Towers, ahora demolidas (izquierda) y el Charles Stewart Mott Foundation Building (derecha). La antigua sede del Flint Journal (ahora utilizada por la Facultad de Medicina Humana de la Universidad Estatal de Míchigan) está en el extremo izquierdo.

La mitad de los catorce edificios más altos de Flint se construyeron durante el auge de la década de 1920. Las Genesee Towers de 19 pisos, anteriormente el edificio más alto de la ciudad, se terminaron en 1968. El edificio dejó de usarse en años posteriores y cayó en mal estado: se colocó un letrero de advertencia de la caída de escombros en la acera frente a él. Una compañía de inversiones compró el edificio por 1 de dólares y fue demolido (por implosión) el 22 de diciembre de 2013. En la actualidad el edificio más alto es el Charles Stewart Mott Foundation Building, diseñado en estilo art déco por Wirt C. Rowland en 1928.

## Demografía
Según el censo de 2010, había 102 434 personas residiendo en Flint. La densidad de población era de 1.161,46 hab./km². De los 102 434 habitantes de Flint, el 37,42 % eran blancos; el 56,56 %, afroamericanos; el 0,54 %, amerindios; el 0,45 %, asiáticos; el 0,02 %, isleños del Pacífico; el 1,14 %, de otras razas; y el 3,87 % pertenecían a dos o más razas. Del total de la población el 3,88 % eran hispanos o latinos de cualquier raza.

## Política
Dado el pobre estado financiero de la ciudad, Michael Brown fue nombrado Regidor de Emergencia el 26 de junio de 2013. Sin embargo Brown dimitió de su cargo en septiembre del mismo año, dimisión que se hizo efectiva al mes siguiente. Darnell Eraley (anterior alcalde de Flint y actualmente gerente de la ciudad de Saginaw) le sucedió desde entonces.

## Educación

### Universidades
- La Universidad de Míchigan-Flint es uno de los tres campus de la Universidad de Míchigan.
- Kettering University es una universidad principalmente de ingeniería.
- Mott Community College es la universidad pública de la zona.
- La Michigan State University College of Human Medicine utiliza el antiguo edificio de Flint Journal para clases.
- El área de Flint también están presentes el campus principal de Baker College y campus satétites de Davenport University y Spring Arbor University.